# 漢姆 (黑猩猩)
漢姆（英語：Ham，1957年7月—1983年1月19日），是第一隻被發射到太空的黑猩猩，又稱「黑猩猩漢姆」（Ham the Chimp）或「太空黑猩猩漢姆」（Ham the Astrochimp）。1961年1月31日，漢姆在水星計劃的水星-紅石2號任務中進行了次軌道太空飛行。
漢姆名字的來源是位於阿拉莫戈多西南方的霍洛曼航空航天醫療中心的首字母縮寫詞。這所實驗室為漢姆的歷史使命做了很多準備。
他的名字也是為了紀念霍洛曼航空醫學實驗室的指揮官漢密爾頓·「漢姆」·布萊克希爾中校（Lt. Col. Hamilton "Ham" Blackshear）。

## 早期生活
漢姆於1957年7月出生於法屬喀麥隆（現喀麥隆）， 被動物捕手俘獲後被送往佛羅里達州邁阿密的珍禽養殖場。後來他被美國空軍以457美元的价格買下，並於1959年7月被帶到霍洛曼空軍基地。
霍洛曼裡最初有40名黑猩猩飛行候選者。經過評估，候選者數減少到18名黑猩猩，然後減少到包括漢姆內的6名黑猩猩。 :245–246漢姆在飛行前被稱為65號，並且在他成功返回地球後才更名為「漢姆」。據報道，這是因為如果任務失敗，官員們不希望因被命名的黑猩猩的死亡而產生負面新聞。

## 訓練與任務

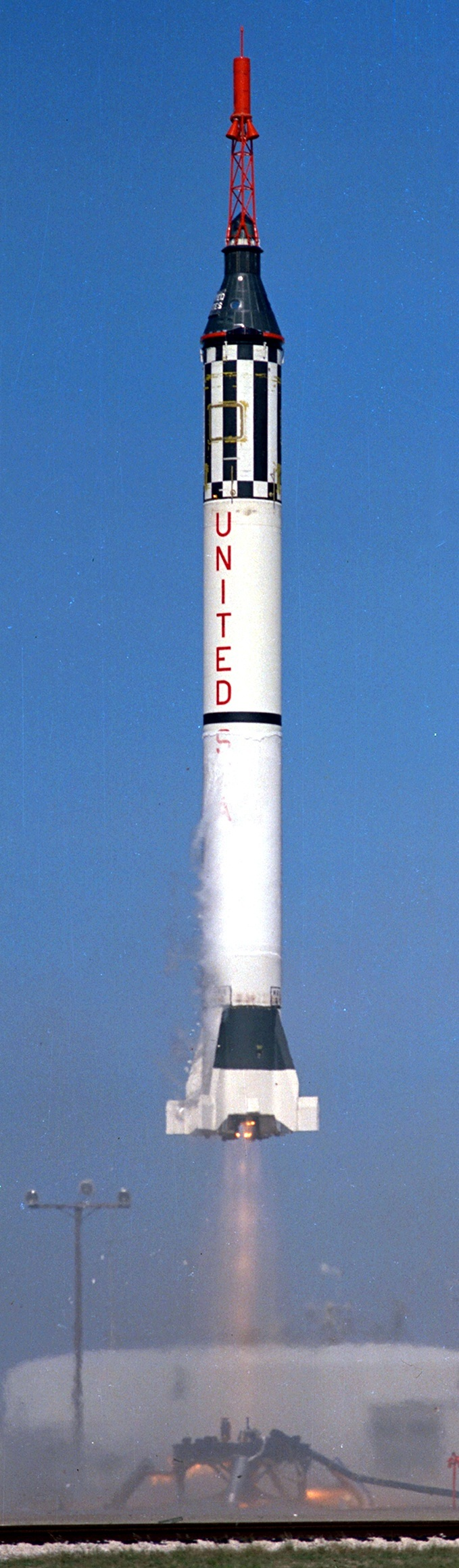
1961年1月31日，漢姆的任務啟動

從1959年7月開始，漢姆在霍洛曼空軍基地航空醫學現場實驗室的神經科學家約瑟夫·布雷迪（Joseph V. Brady）的指導下接受了訓練，以完成對電燈和聲音做出反應的任務。在他的飛行前訓練中，漢姆被教導在看到閃爍的藍光後五秒鐘內推動槓杆。如果不這樣做，他的腳底會受到輕微的電擊，而如果做出正確的反應，他就能得到一個香蕉粒。
1961年1月31日，漢姆參加了一項名為MR-2的水星计划任務，並在卡納維拉角太空軍基地進行亞軌道飛行。 :314–315漢姆的生命體征和任務由地球上的傳感器和計算機監控。雖然太空艙在飛行過程中遭受了部分壓力損失，但漢姆的航天服使他免受任何傷害。 :315漢姆在太空中推動槓杆的時間只比在地球上慢幾分之一秒，這表明漢姆有足夠能力在太空中執行任務。
漢姆的航班時間總長16分39秒。在整個任務中，漢姆唯一受到的傷害是鼻子瘀傷。

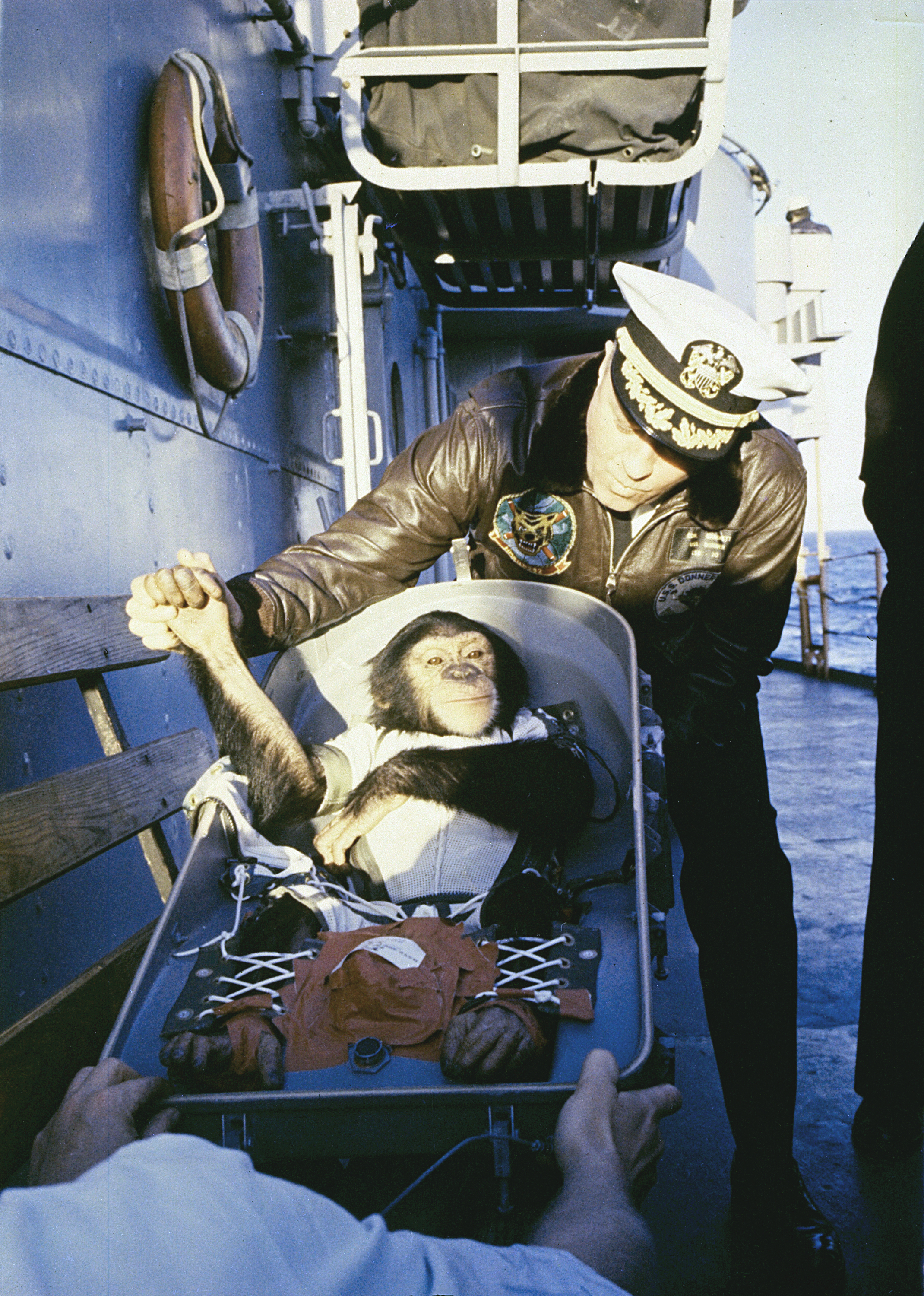
漢姆在飛行任務後受到回收船指揮官的歡迎

## 之後的生活

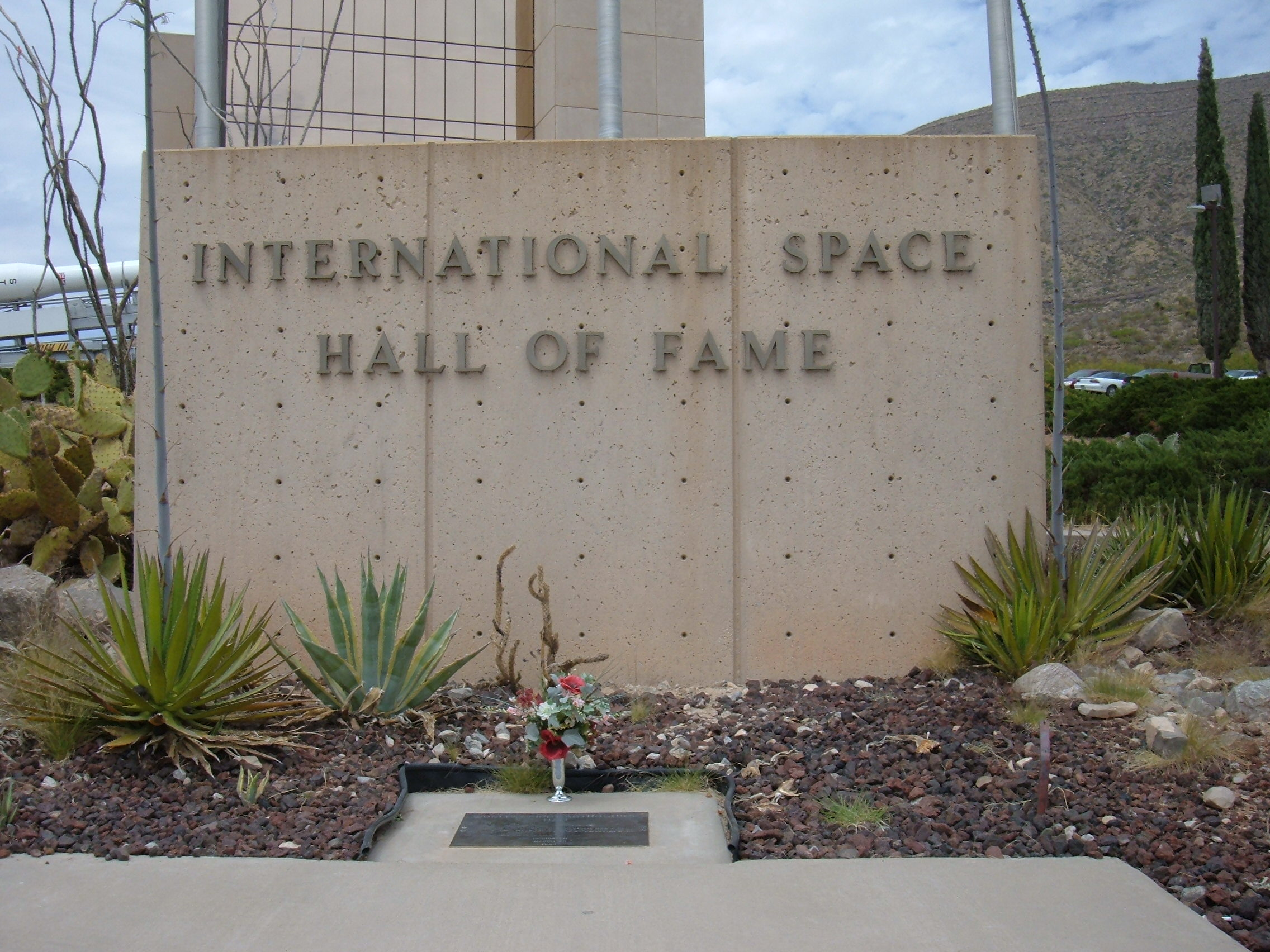
位於阿拉莫戈多太空歷史博物館的漢姆墓

在汉姆于1963年从美国国家航空航天局退休，同年4月5日，漢姆被轉移到華盛頓特區的國家動物園，在那里他生活了17年。 :255–257随后在1980年9月25日转移至北卡罗莱纳动物园。
在长期患有慢性心脏病和肝病之后，漢姆於1983年1月19日去世。他的屍體被送到武裝部隊病理學研究所進行屍檢。屍檢後，原本計劃將他的屍體放在在史密森學會展出，然而，這個計劃在公眾的負面反應之下被放棄了。漢姆的骨骼被保存在馬里蘭州銀泉市國家健康與醫學博物館中，漢姆的其余遺體被埋葬在新墨西哥州阿拉莫戈多的國際太空名人堂。